# Shoot'Em-Up Construction Kit
Lo Shoot'Em-Up Construction Kit (noto anche come S.E.U.C.K.) è un programma che permette la creazione di videogiochi per Commodore 64, Amiga e Atari ST. Venne sviluppato dalla Sensible Software per Commodore 64 e pubblicato da Outlaw (facente parte della Palace Software) nel 1987. Le altre versioni, convertite dalla I.D.S., uscirono nel 1989.

## Funzionalità

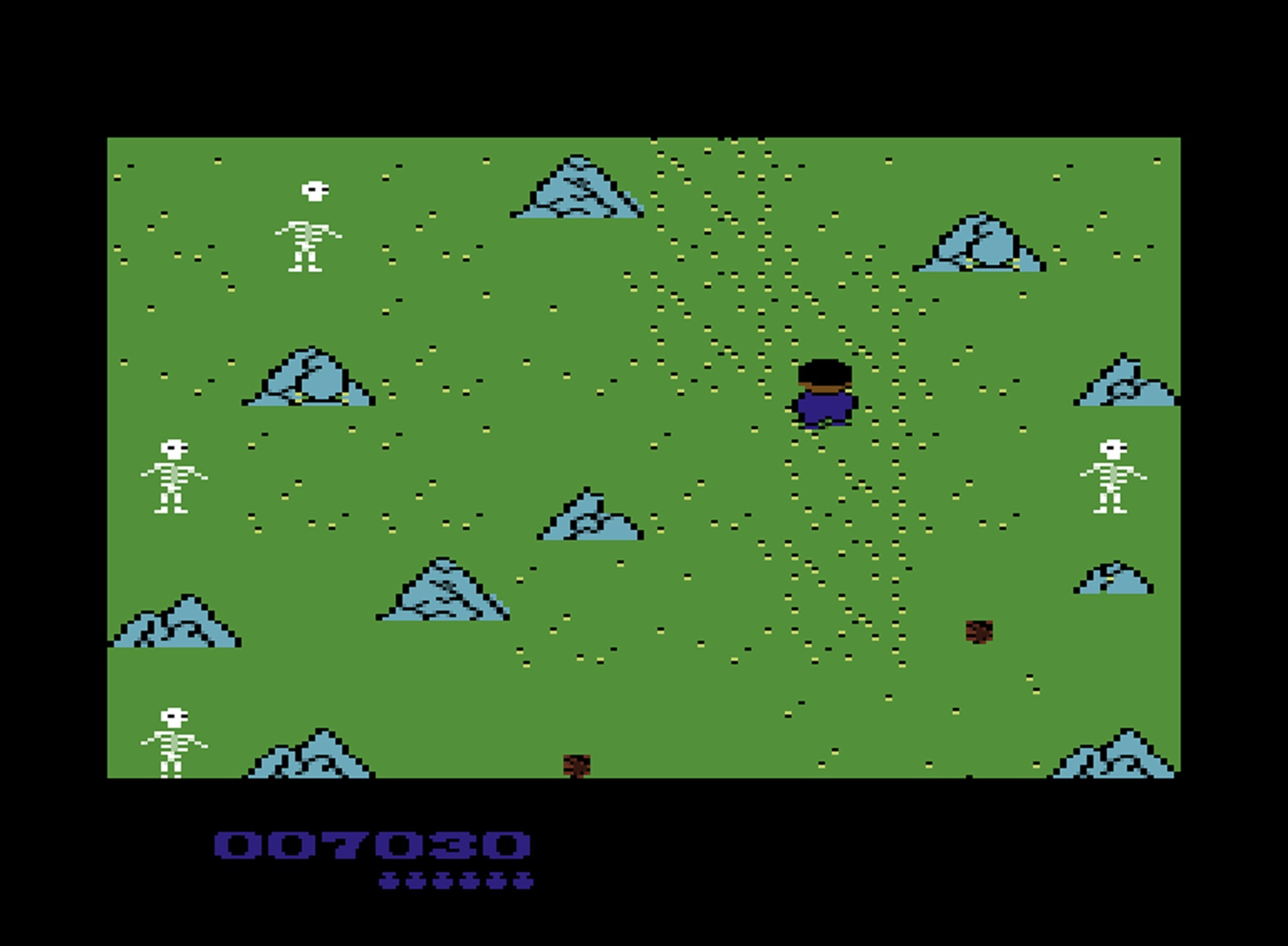
Schermata di Spittis Search, videogioco realizzato con il S.E.U.C.K.

Il programma consente la creazione di semplici videogiochi del tipo sparatutto, anche a scorrimento e per due giocatori, anche da parte di utenti privi della conoscenza di un linguaggio di programmazione. Ciò è reso possibile grazie alle operazioni di editing tramite joystick degli sprite, degli sfondi e degli schemi di gioco, il tutto senza la necessità di digitare alcun codice informatico.
Il software originale includeva 4 videogiochi dimostrativi delle potenzialità del prodotto: Slap and tickle (ambientato nello spazio), Outlaw (una avventura nel West), Transputer man (con una ambientazione fantascientifica) e Celebrity squares.

## Accoglienza
Shoot'Em-Up Construction Kit fu molto apprezzato dalla critica dei suoi tempi, specialmente nella versione Commodore 64. Divenne all'epoca il più famoso pacchetto per la creazione di giochi. Si avvicinava molto agli standard professionali e diverse riviste nel mondo gli dedicarono rubriche esclusive, incoraggiandone l'utilizzo da parte dei lettori.
Il software, nella versione per Commodore 64, è stato recensito dalla rivista Zzap! ottenendo come riconoscimento la medaglia d'oro.
La rivista recensì in seguito anche diversi giochi amatoriali creati con SEUCK e inviati dai lettori, con tanto di voto; tra i migliori Danger Zone (90%), A.S.T.R.O. (95%), Fire Street (81%), AIDS Killer (80%), Bat Revenge (86%), Arcade Time (84%) e Goldon'azz (85%).
La popolarità della versione Commodore 64 presso i creatori di videogiochi è stata tale che, oltre ai numerosi giochi creati nel corso degli anni, esiste un concorso annuale indetto per i creatori di videogiochi che utilizzano questo specifico software e la comunità è ancora attiva negli anni 2020.